# زوبوجوق پنجم
زوبوجوق پنجم (انگلیسی: Beşinci Zobucuq) یک شهرک در شهرستان فضولی کشور جمهوری آذربایجان است.